# Maille (marque agroalimentaire)
Pour les articles homonymes, voir Maille.
Maille est une marque de condiments de la société Amora-Maille, filiale du groupe Unilever.
Cette marque commerciale identifie des vinaigres, moutardes, mayonnaises, huiles, cornichons, épices, faïences, etc.

## Naissance et développement de la marque
Selon l'une des multiples versions de l'histoire de l'invention du « vinaigre des quatre voleurs », ce dernier aurait été inventé pendant une épidémie de peste qui dépeupla le Sud de la France par Antoine Maille, distillateur-vinaigrier, et ses propriétés antiseptiques auraient permis d’enrayer l’épidémie à Marseille. Selon la légende, il préconisait d’avaler à jeun une cuillère à café de ce breuvage diluée dans un verre d’eau et de se frotter les tempes et le creux de la main avec.
10 ans plus tard, son fils, Antoine-Claude Maille crée une cinquantaine de vinaigres de toilette pour les cheveux, les boutons, la voix, les vapeurs, les bains, etc. Leurs noms (vinaigre de vénus, de virginité, macis, à la Dauphine, à la ravigotte, etc.) sont dédiés à en faire des produits de beauté pour la noblesse. Il se lance ensuite dans la fabrication d'une vingtaine de moutardes. À la fin de sa carrière, il aura créé plus de 200 vinaigres de toilettes ou aromatisés et autant de moutardes.
En 1747, Antoine-Claude Maille ouvre sa première boutique rue Saint-André-des-Arts à Paris et fait publier un parchemin qui signe l'acte de naissance officiel des moutardes Maille : « Le public est prévenu que Maille possède les secrets pour la distillation des vinaigres et la fabrication des moutardes ».
En 1752, il devient fournisseur officiel de la cour de Hongrie avant de décrocher les armes du Roi de France en 1769, puis de celles de Catherine II de Russie en 1771. Le gastronome Grimod de la Reynière le désigne comme le « premier homme de moutarde de l’Europe ».
En 1789, il s’associe avec André-Arnoult Acloque, commandant général de la Garde Nationale parisienne et ancien brasseur. 
Antoine-Claude Maille décide de céder son entreprise à son associé 11 ans plus tard à la condition que ce dernier reverse 10 % du capital à son fils Robert à sa majorité. Ce contrat sera en fait transformé en une nouvelle association entre les fils Maille et Acloque en 1819.
En 1802, Acloque prend le contrôle de l'entreprise à la suite du décès d'Antoine-Claude Maille fils. Leurs fils respectifs s'associent en 1819 en créant la maison Maille et Acloque.

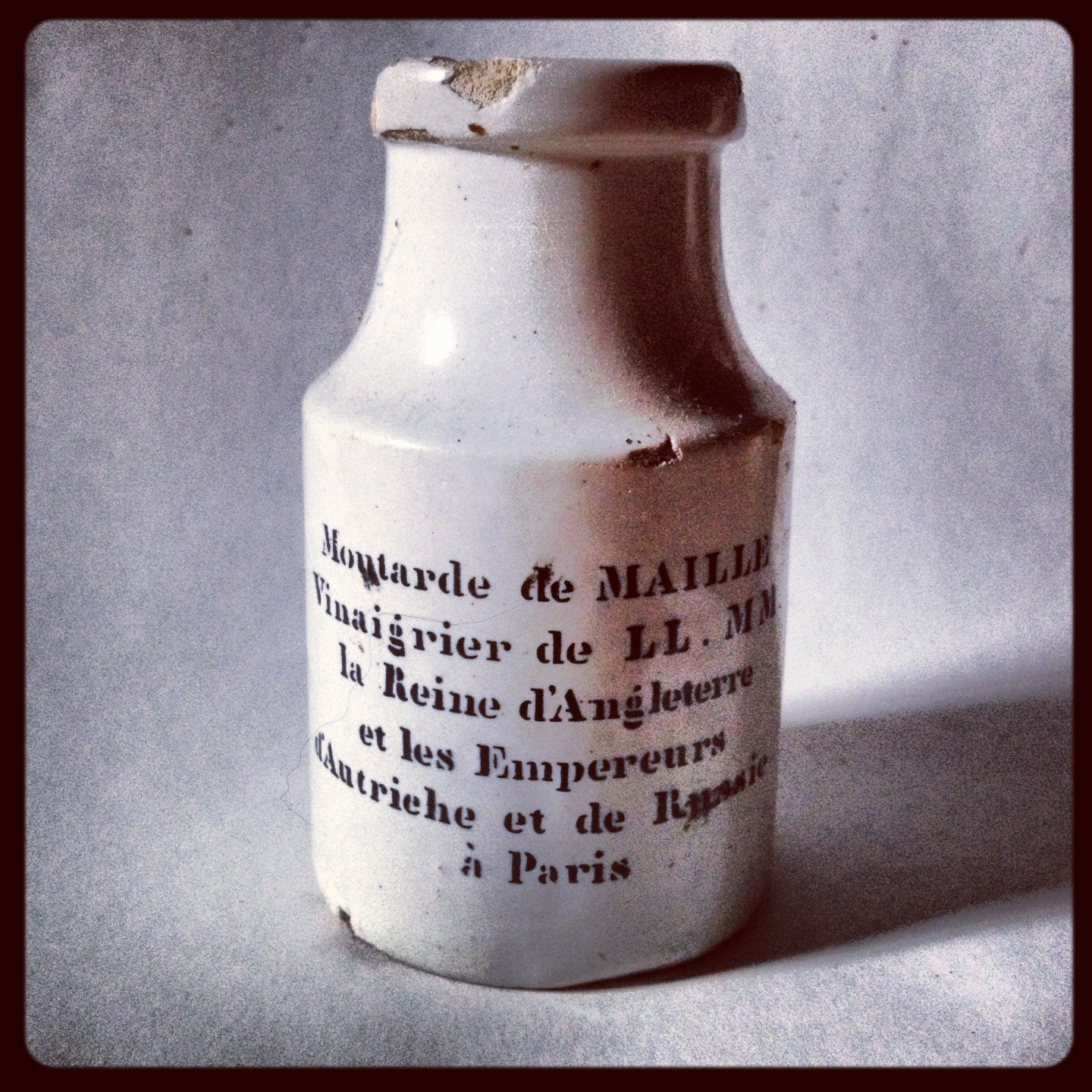
Bocal, fin du XIXe siècle.

En 1828, Robert Maille reprend l'affaire avec Robilliard et devient vinaigrier du Roi Charles X, puis en 1830 du Roi d’Angleterre et du Roi Louis-Philippe en 1836. La marque Maille remporte des médailles aux Expositions universelles de 1867, 1878, 1883, 1885 et 1889.
En 1845, une boutique Maille s’ouvre à Dijon.
En 1850, la boutique artisanale et l'atelier de la rue Saint-André-des-Arts disparaissent pour renaître au 50 rue Violet dans le 15e arrondissement de Paris.
En 1930, Philippe de Rothschild rachète Maille,. Les méthodes de production s’industrialisent. 
En 1952, Philippe de Rothschild cède la marque à André Ricard et Joseph Poupon, DG adjoint de Grey-Poupon, moutarde dijonnaise créée en 1777. Maille et Grey-Poupon sont alors associés sur les moutardiers et font leur entrée dans les grandes surfaces. André Ricard reprend alors les choses en main restaurant à la fois le vinaigre et surtout la moutarde.
Dans les années 1950 et 1960, le siège de la société des « moutardes Maille » est établie à Levallois-Perret au 3, rue Trézel prolongée; en 1966 l'assemblée décide de le transférer au 71, quai National, à Puteaux (aujourd'hui le quai De Dion-Bouton).

## Période contemporaine
Au début des années 1970, André Ricard et Joseph Poupon cèdent leurs parts à la marque Chocolat Poulain qui décide de fusionner toutes ses marques alimentaires en un seul groupe, la SEGMA (Société d'exploitation des grandes marques alimentaires) qui aura comme nom courant : Maille, avec André Ricard à sa tête. En 1978, la SEGMA est rachetée par Clin-Midy, puis revendue et intégrée un an plus tard à la Générale occidentale de Jimmy Goldsmith (qui détenait entre autres les marques Amora et Vandamme).
En 1980, la division alimentaire de la Générale occidentale passe sous le contrôle de BSN qui est rebaptisé Groupe Danone en 1994. En 1996, Maille est regroupée avec Amora et Liebig au sein d'une filiale commune, nommée LMA. Son slogan actuel, " Il n'y a que Maille qui m'aille ", fut inventé par André Ricard en 1982, un an avant son départ.
En 1997, Danone se sépare de sa branche épicerie et vend Liebig à Campbell, et Amora-Maille à Paribas Affaires Industrielles. Enfin, l'entreprise est cédée à la société anglo-néerlandaise Unilever en 1999.

## Les boutiques

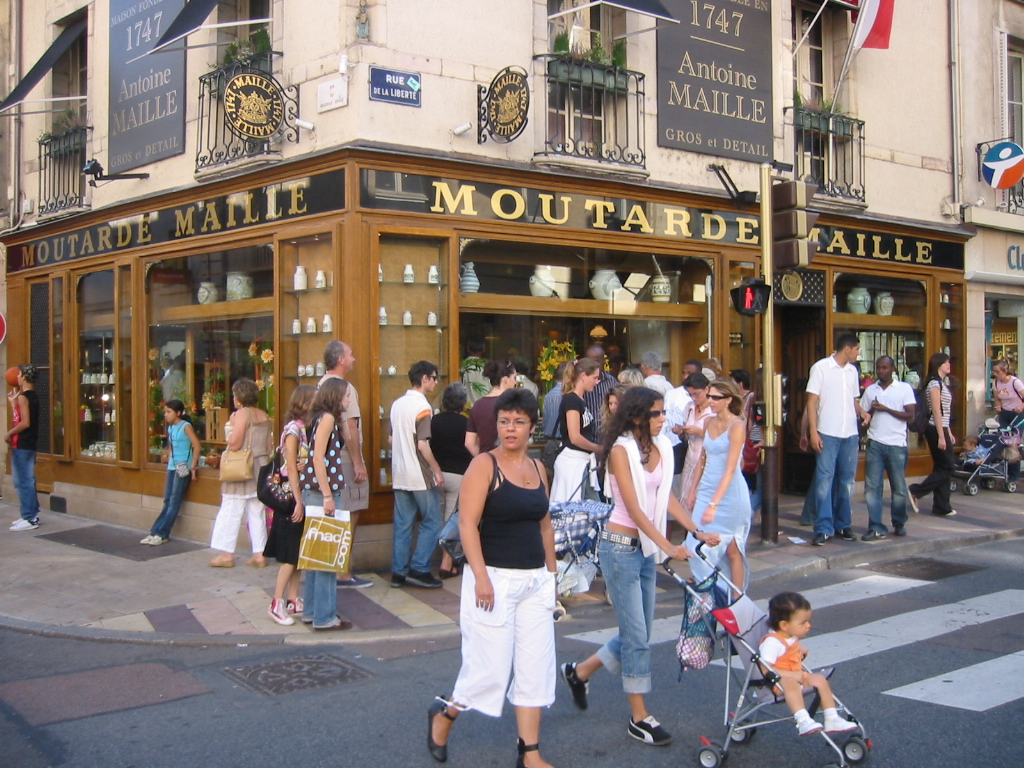
Épicerie Maille (anciennement boutique Grey Poupon, rue de la Liberté à Dijon.

L'enseigne Maille compte trois boutiques en France :
- La Maison Maille Dijon depuis 1845 au 32, rue de la Liberté[13].
- La Maison Maille Paris : place de la Madeleine depuis 1996 au 6, place de la Madeleine[13].

- La Maison Maille Bordeaux[13].

## Organisation
La moutarde de marque Maille était transformée à Dijon, et les cornichons conditionnés à Appoigny dans l'Yonne. En 2009, Unilever a fermé l'usine historique de Dijon et celle d'Appoigny, et la production de moutarde et de cornichons a été transférée sur le site de Chevigny-Saint-Sauveur. Cette réorganisation a entraîné la perte de 144 emplois : 86 des 184 salariés de Dijon et 3 des 77 salariés d'Appoigny ont rejoint l'usine de Chevigny.
Le site fabrique aujourd'hui la totalité de la moutarde des marques Amora et Maille commercialisées en France et dans le monde.

## Provenance des produits agricoles
Les cornichons transformés, commercialisés sous les marques Amora et Maille, auparavant achetés aux agriculteurs de l'Yonne en France, sont achetés depuis les années 2000 aux agriculteurs de Chine ou d'Inde.